# Markus Malin
Markus Malin (* 28. Mai 1987 in Lahti) ist ein ehemaliger finnischer Snowboarder. Er startete vorwiegend in der Disziplin Halfpipe und nahm an drei Olympischen Winterspielen sowie sieben Snowboard-Weltmeisterschaften teil. Bei den Snowboard-Weltmeisterschaften gewann er 2011 und 2013 jeweils die Bronzemedaille.

## Werdegang
Malin trat international erstmals bei den Juniorenweltmeisterschaften 2002 in Rovaniemi in Erscheinung. Dort errang er den 30. Platz. In der Saison 2002/03 kam er bei den Juniorenweltmeisterschaften in Prato Nevoso auf den 19. Platz und gab in Turin sein Debüt im Snowboard-Weltcup, welches er auf dem 57. Platz im Big Air beendete. In den folgenden Jahren holte er bei den Juniorenweltmeisterschaften 2004 am Klínovec die Goldmedaille in der Halfpipe, bei den Juniorenweltmeisterschaften 2006 im Vivaldi Park die Silbermedaille in der Halfpipe und belegte bei den Juniorenweltmeisterschaften 2005 in Zermatt den 23. Platz im Big Air sowie den neunten Rang in der Halfpipe. In der Saison 2006/07 erreichte er mit Platz zwei in Saas-Fee seine erste Podestplatzierung im Weltcup und zum Saisonende den 11. Rang im Halfpipe-Weltcup. Beim Saisonhöhepunkt, den Snowboard-Weltmeisterschaften 2007 in Arosa, errang er den 22. Platz. Zudem wurde er Dritter bei den Burton US Open und finnischer Meister in der Halfpipe. In der folgenden Saison kam er auf den zweiten Platz beim Weltcup in Bardonecchia und siegte erneut bei den finnischen Meisterschaften in der Halfpipe. Nach Platz zwei bei den Burton New Zealand Open im Snow Park und Rang drei bei den Burton Australian Open im Perisher Blue zu Beginn der Saison 2008/09, wurde er beim Weltcup im Stoneham Dritter und belegte bei den Snowboard-Weltmeisterschaften 2009 in Gangwon den 34. Platz. In der Saison 2009/10 kam er mit 779,38 Punkten in der TTR World Snowboard Tour auf den dritten Platz. Dabei errang er bei den Winter-X-Games-Europe 2010 in Tignes und den Burton US Open jeweils den vierten Platz sowie bei den Burton Canadian Open in Calgary den dritten Platz. Bei den Olympischen Winterspielen 2010 in Vancouver  wurde er Elfter. Im folgenden Jahr gewann er bei den Weltmeisterschaften in La Molina die Bronzemedaille und errang bei den Winter-X-Games in Aspen den vierten Platz. 
In der Saison 2011/12 holte Malin in Ruka seinen einzigen Weltcupsieg und erreichte mit Platz sieben im Freestyle-Weltcup sowie den fünften Rang im Halfpipe-Weltcup seine besten Gesamtplatzierungen im Weltcup. Zudem wurde er bei den Snowboard-Weltmeisterschaften 2012 in Oslo sowie bei den Winter-X-Games 2012 in Aspen jeweils Neunter und bei den Burton Canadian Open in Calgary Zweiter. In der Saison 2012/13 gewann er bei den Snowboard-Weltmeisterschaften 2013 im Stoneham und bei den Winter-X-Games 2013 jeweils die Bronzemedaille sowie errang bei den Winter-X-Games-Europe 2013 in Tignes den 11. Platz. In der Saison 2013/14 belegte er beim Weltcup in Ruka den dritten Platz und bei den Olympischen Winterspielen 2014 in Sotschi den 26. Platz. Im folgenden Jahr wurde er finnischer Meister und fuhr bei den Snowboard-Weltmeisterschaften am Kreischberg auf den 11. Platz. In der Saison 2015/16 kam er in Sapporo mit Platz zwei letztmals im Weltcup aufs Podest und siegte erneut bei den finnischen Meisterschaften. Zudem errang er bei den X-Games Oslo 2016 den 14. Platz. In seinen letzten beiden Saisons 2016/17 und 2017/18 belegte er bei den Snowboard-Weltmeisterschaften 2017 in der Sierra Nevada den sechsten Platz und bei den Olympischen Winterspielen 2018 in Pyeongchang den 19. Platz.

## Teilnahmen an Weltmeisterschaften und Olympischen Winterspielen

### Olympische Winterspiele
- 2010 Vancouver: 11. Platz Halfpipe
- 2014 Sotschi: 26. Platz Halfpipe
- 2018 Pyeongchang: 19. Platz Halfpipe

### Snowboard-Weltmeisterschaften
- 2007 Arosa: 22. Platz Halfpipe
- 2009 Gangwon: 34. Platz Halfpipe
- 2011 La Molina: 3. Platz Halfpipe
- 2012 Oslo: 9. Platz Halfpipe
- 2013 Stoneham: 3. Platz Halfpipe
- 2015 Kreischberg: 11. Platz Halfpipe
- 2017 Sierra Nevada: 6. Platz Halfpipe

## Weltcupsiege und Weltcup-Gesamtplatzierungen

### Weltcupsiege
| Nr. | Datum             | Ort  | Disziplin |
| --- | ----------------- | ---- | --------- |
| 1.  | 17. Dezember 2011 | Ruka | Halfpipe  |

### Weltcup-Gesamtplatzierungen
| Saison  | Gesamt | Gesamt | Freestyle | Freestyle | Halfpipe | Halfpipe | Big Air | Big Air |
| Saison  | Punkte | Platz  | Punkte    | Platz     | Punkte   | Platz    | Punkte  | Platz   |
| ------- | ------ | ------ | --------- | --------- | -------- | -------- | ------- | ------- |
| 2002/03 | -      | -      | -         | -         | -        | -        | 13      | 128.    |
| 2003/04 | -      | -      | -         | -         | 345      | 49.      | -       | -       |
| 2004/05 | -      | -      | -         | -         | 357      | 40.      | -       | -       |
| 2005/06 | 325    | 174.   | -         | -         | 325      | 57.      | -       | -       |
| 2006/07 | 1458   | 42.    | -         | -         | 1440     | 11.      | 18      | 83.     |
| 2007/08 | 1120   | 72.    | -         | -         | 1120     | 17.      | -       | -       |
| 2008/09 | 1260   | 61.    | -         | -         | 1100     | 20.      | 160     | 57.     |
| 2009/10 | 1000   | 71.    | -         | -         | 1000     | 18.      | -       | -       |
| 2010/11 | -      | -      | 32        | 147.      | -        | -        | 32      | 101.    |
| 2011/12 | -      | -      | 1150      | 7.        | 1150     | 5.       | -       | -       |
| 2012/13 | -      | -      | 490       | 47.       | 490      | 27.      | -       | -       |
| 2013/14 | -      | -      | 640       | 28.       | 640      | 17.      | -       | -       |
| 2014/15 | -      | -      | 90        | 94.       | 90       | 32.      | -       | -       |
| 2015/16 | -      | -      | 800       | 28.       | 800      | 10.      | -       | -       |
| 2016/17 | -      | -      | 470       | 78.       | 470      | 19.      | -       | -       |
| 2017/18 | -      | -      | 310       | 92.       | 310      | 36.      | -       | -       |